# Агурин, Леонид Иванович
Леонид Иванович Агурин (30 мая 1923 — 17 марта 1993) — советский военачальник, генерал-полковник авиации (16.12.1982). Заслуженный военный лётчик СССР.

## Биография
Родился 30 мая 1923 года в городе Москве. Из семьи рабочего. Окончил среднюю школу в 1940 году. В октябре 1940 года был призван в ряды Красной Армии и был направлен в авиационную школу. Окончил Бронниковскую военную авиационную школу пилотов в 1943 году.
С 11 октября 1943 года принимал участие в Великой Отечественной войне в составе 108-го бомбардировочного Рижского Краснознамённого авиационного полка 36-й бомбардировочной Смоленской Краснознаменной авиационной дивизии 8-го Смоленского авиационного корпуса дальнего действия. В годы войны был лётчиком и командиром звена. Полк поддерживал боевые действия Красной Армии на центральном и прибалтийском участках фронта. Выполнял боевые вылеты на военные объекты и войска противника в Мемеле, Вильнюсе, Двинске, Минске, Выборге, Борисове, Резекне, Опочка, Петсери, Острове, Тильзите, Гумбиннене, Данциге, Кёнигсберге, Штеттине, Пиллау, Фишхаузене, Либаве (чеш. Město Libavá), Берлине, по аэродрому Болбасово и другим. Летал на бомбардировщике Ил-4.
В составе Авиации дальнего действия выполнил в 1943—1945 годах 73 боевых вылета на бомбардировку немецких войск, с боевым налётом в 418 часов ночью и 244 часа - днём.
После Победы продолжал службу в Советской Армии. В 1954 году окончил Военно-воздушную академию. Был заместителем командира полка, командиром авиационного полка Дальнего действия. Будучи командиром полка, одним из первых освоил посадку тяжелого бомбардировщика Ту-16 на ледовый аэродром в Северном Ледовитом океане.
С 1961 года командовал 79-й тяжелой бомбардировочной авиационной дивизией (аэродром Чаган в районе Семипалатинске Казахстанской ССР). В 1966 году окончил Военную академию Генерального штаба. С 1968 года — командир 8-го отдельного бомбардировочного авиационного корпуса (Иркутск).
В 1975 году на аэродроме Белая произошло чрезвычайное происшествие — из-за столкновения двух самолётов на стояночных площадках и детонации боеприпасов сгорели 6 самолётов. Генерал Агурин был снят с должности. В том же 1975 году был назначен заместителем начальника, а в 1978 году - начальником Государственного научно-исследовательского института ВВС имени В.П. Чкалова (Ахтубинск).
Под его руководством проводились государственные испытания стратегического бомбардировщика Ту-160. Технический руководитель испытаний ракетного комплекса «Рельеф» на базе ракеты «Гранат». Обеспечивал выполнение значительно возросшего объема испытательных работ (комплексы А-50, Т-10 (Су-27), 9-12 (МиГ-29), «Рельеф» и других, систем вооружения Х-59М, Х-58, Х-31, изделий «115» (Х-15), изд.«117», изд.«125» (Х-55СМ), «254», «255», «170» (Р-77), «470» (Р-27), «520» и других). Провёл структурную реорганизацию института для более эффективного проведения испытательных работ. В 1982 году Л.И. Агурину присвоено воинское звание «генерал-полковник авиации». Оставил след и в истории Ахтубинска — добился строительства в городе большого микрорайона для лётчиков и персонала ГК НИИ ВВС.
С 1987 года — в отставке. Жил в Москве. Скончался 17 марта 1993 года.

## Награды
- Орден Ленина
- Орден Октябрьской Революции
- Два Ордена Красного Знамени (первый - 20.09.1944)
- Два Ордена Отечественной войны 1-й степени (26.05.1945, 11.03.1985)
- Орден Красной Звезды
- Медаль «За боевые заслуги»
- Медаль «В ознаменование 100-летия со дня рождения Владимира Ильича Ленина»
- Медаль «За победу над Германией в Великой Отечественной войне 1941—1945 гг.»
- Юбилейная медаль «Двадцать лет Победы в Великой Отечественной войне 1941—1945 гг.»
- Юбилейная медаль «Тридцать лет Победы в Великой Отечественной войне 1941—1945 гг.»
- Юбилейная медаль «Сорок лет Победы в Великой Отечественной войне 1941—1945 гг.»
- Медаль «За взятие Кёнигсберга»
- Медаль «За взятие Берлина»
- Юбилейная медаль «50 лет Победы в Великой Отечественной войне 1941—1945 гг.»
- Юбилейная медаль «60 лет Победы в Великой Отечественной войне 1941—1945 гг.»
- Юбилейная медаль «65 лет Победы в Великой Отечественной войне 1941—1945 гг.»
- Юбилейная медаль «70 лет Победы в Великой Отечественной войне 1941—1945 гг.»
- Медаль «В память 850-летия Москвы»
- Медаль «За укрепление боевого содружества»
- Юбилейная медаль «30 лет Советской Армии и Флота»
- Юбилейная медаль «40 лет Вооружённых Сил СССР»
- Юбилейная медаль «50 лет Вооружённых Сил СССР»
- Юбилейная медаль «60 лет Вооружённых Сил СССР»
- Юбилейная медаль «70 лет Вооружённых Сил СССР»
- Медаль «За безупречную службу» I степени
- Заслуженный военный лётчик СССР
- Ленинская премия
- Медаль «За боевое содружество» III степени (Венгрия, 20.06.1980)
- Медаль «50 лет Монгольской Народной Армии» (Монголия, 15.03.1971)
- Медаль «40 лет Халхин-Гольской Победы» (Монголия, 26.11.1979)
- Медаль «60 лет Вооружённым силам МНР» (Монголия, 29.12.1981)
- Медаль «Братство по оружию» (Польша, 12.10.1979)
- Медаль «За укрепление братства по оружию» (Болгария, 06.05.1980)
- Медаль «40 лет освобождения Чехословакии Советской Армией» (ЧССР, 11.03.1985)

## Память
- Именем Л. И. Агурина названа улица в городе Ахтубинске.
- В Ахтубинске на доме № 12 по улице Лавочкина в 2019 году установлена мемориальная доска в его честь.[5]